# Bathypogon brachypterus
Bathypogon brachypterus är en tvåvingeart som först beskrevs av Macquart 1838.  Bathypogon brachypterus ingår i släktet Bathypogon och familjen rovflugor. Inga underarter finns listade i Catalogue of Life.